# Condado de Henderson (Tennessee)
O Condado de Henderson é um dos 95 condados do Estado americano do Tennessee. A sede do condado é Lexington, e sua maior cidade é Lexington. O condado possui uma área de 1 362 km² (dos quais 15 km² estão cobertos por água), uma população de 25 522 habitantes, e uma densidade populacional de 19 hab/km² (segundo o censo nacional de 2000). O condado foi fundado em 1821.